# 俞明希
俞明希（韓語：유명희/兪明希，羅馬化：Yoo Myung-hee，1967年6月5日—），韩国韩国产业通商资源部通商交涉本部长，生于蔚山，曾就读于首尔大学学习英语文学，后就读于美国范德比尔特大学法学院，获法学博士学位。1991年开始从政。2020年曾被提名世界貿易組織主席人選，但最終敗給伊衞拉。